# Tjele Langsø
Tjele Langsø este o arie protejată (arie de protecție specială avifaunistică — SPA) din Danemarca întinsă pe o suprafață de 1.306 ha, integral pe uscat.

## Localizare
Centrul sitului Tjele Langsø este situat la coordonatele 56°31′56″N 9°37′41″E / 56.532222°N 9.628056°E.

## Înființare
Situl Tjele Langsø a fost declarat arie de protecție specială avifaunistică în mai 1983 pentru a proteja 1 specie de animale.

## Biodiversitate
Situată în ecoregiunea continentală, aria protejată nu include niciun habitat protejat.
La baza desemnării sitului se află o specie protejată de  păsări: gâscă de semănătură (Anser fabalis).